# Блаве, Мишель
Мишель Блаве (фр. Michel Blavet; 2 (13 марта) 1700, Безансон — 17 (28 октября) 1768, Париж) — французский флейтист и композитор.

## Биография
Сын резчика по дереву, Блаве с детства, самоучкой занимался на различных музыкальных инструментах. Затем стал специализироваться на фаготе и флейте, которую держал в левую сторону, так как был левша.
В 1723 отправился в Париж, где нанялся работать в оркестр к одному из вельмож — герцогу Евгению-Шарлю де Левис (фр. Charles-Eugène de Lévis). Тремя годами позже с большим успехом прошёл сольный парижский дебют Блаве, который поставил его в ряд ведущих концертантов на Парижской сцене. С 1725 г. он принимал активнейшее участие в «Духовных концертах» (фр. «Concerts spirituels»). Эти первые публичные концерты во Франции быстро стали популярны и имели важное общественно-культурное значение.
С 1732 занял пост придворного музыканта принца королевской крови, двоюродного брата французского короля герцога Людовика Бурбонского (графа Клермонского), а также служил у самого короля Людовика XV. В то же время с 1723 по 1758 работал флейтистом в оркестре Гранд-Опера в Париже. Играл в ансамбле с Телеманом, когда тот посещал Париж. Виртуозная игра придворного музыканта подвигла Телемана на написание Второй тетради Методических сонат для флейты. Блаве был дружен с Кванцем и отказался от места придворного музыканта прусского короля Фридриха II, впоследствии занятого Кванцем. Вероятно, именно для Блаве придворный композитор Леклер написал концерт и девять сонат для флейты.
Блаве был известным преподавателем — среди его учеников выдающийся флейтист Феликс Ро.
Некоторые историки считают, что Блаве невольно участвовал в убийстве своего друга композитора Жан-Мари Леклера.

## Творческая деятельность
Постепенно Блаве достиг широкого признания во Франции. Его блестящий виртуозный стиль игры, чистая интонация, поющий звук, значительно повысили популярность флейты во Франции, где прежде на ней исполняли только медленные нежные и печальные мелодии. Современники отмечали его виртуозную игру даже в трудных тональностях, хотя свою собственную музыку для флейты (многочисленные сонаты, менуэты, дуэты и т. п.) он, рассчитывая на её популярность среди богатых любителей, предпочитал писать в самых лёгких тональностях. Вольтер и Фридрих Великий восхищались Мишелем Блаве и как исполнителем и как композитором.
Блаве считался творческим преемником Оттетера и был лучшим флейтистом своего времени во Франции. Но в отличие от своего предшественника он играл не на трёхчастной флейте, а уже на четырёхчастной, что открывало новые возможности в плане общего строя и интонационной чистоты.

## Сочинения
18 флейтовых сонат (в трёх тетрадях) и 6 дуэтов, концерты, несколько песен и 4 произведения для музыкального театра — стилистически родственные итальянским образцам соответствующих жанров. Сонаты Блаве, изданные в 1732 в Париже, принадлежат к шедеврам ранней флейтовой музыки. Наиболее известные — фр. «La Vibray», и фр. «La Lumagne». Они виртуозны и в то же время мелодичны, образны и замечательно раскрывают возможности флейты. Ранние его сонаты были написаны в стиле скрипичных сонат Корелли, а более поздние в новом галантном стиле. Сохранился только один концерт Блаве для флейты, в котором первая и третья части написаны в стиле Вивальди, а медленная средняя представляет собой французский гавот. В своем пастиччо «Исправившийся ревнивец» (фр. Le jaloux corrigé, 1752) Блаве первым из французских композиторов использовал речитативы секко итальянского типа. Один из «Дивертисментов» на его музыку был поставлен в Парижской Опере.